# Gustaf Hagström Orgelverkstad
Gustaf Hagström Orgelverkstad AB var ett orgelbyggeri i Härnösand. 
Orgelbyggaren Johannes Menzel arbetade som orgelbyggare här från 1962 fram till han grundade sitt eget företag 1978 Johannes Menzel Orgelbyggeri AB.  

## Orglar
- Saronkyrkan, Göteborg (orgeln står idag i Tullbrokyrkan, Falkenberg)
- ca 1950 Blåsutkyrkan, Vänersborg
- 1950-talet Betlehemskyrkan, Sundbyberg
- 1950-talet Gravkapellet, Själevad (byggd tillsammans med Werner Bosch, Tyskland)
- 1950-talet Galströms kyrka (står nu i Församlingshuset, Njurunda
- 1955 Indals kyrka (byggd tillsammans med Werner Bosch, Tyskland)
- 1955 Laxsjö kyrka
- 1956 Skärvångens kapell
- 1956 Mariakapellet, Gudmundrå församling
- 1956 Ullångers kyrka
- 1956 Resele kyrka
- 1956 Vikens kapell, Frostvikens församling
- 1956 Ankarede kapell
- 1957 Tåsjö kyrka
- 1957 Församlingshemmet, Tåsjö
- 1958 Holms kyrka[förtydliga]
- 1958 Ramsele kyrka[förtydliga]
- 1959 Njurunda kyrka (kororgel)
- 1959 Filadelfiakyrkan, Lycksele
- ca 1960 Begravningskapellet, Ovansjö
- 1960 Heliga Korsets kapell, Härnösand
- 1960 Köpmanholmens brukskyrka
- 1960 Baptistkyrkan, Härnösand
- 1961 Tynderö kyrka
- 1961 Gravkapellet, Sollefteå
- 1961 Vrena kyrka
- 1961 Missionskyrkan, Taberg
- 1961 Filadelfiakyrkan, Härnösand
- 1962 Sankt Nicolai kyrka, Nyköping
- 1962 Hörnefors kyrka (kororgel)
- 1962 Gravkapellet, Bjätrå
- 1962 Arvika baptistkyrka
- ca 1963 Häggenkyrkan, Oxelösund
- 1963 Gravkapellet, Bergsjö
- 1963 Gamla kyrkan, Kyrkås
- 1963 Baptistkyrkan, Ludvika
- 1964 Helgums kyrka
- 1964 Gaxsjö kyrka
- 1964 Lutherska bönhuset, Östersund
- 1964 Gravkapellet, Hörnefors
- 1964 Betania, Jönköping
- 1964 Lutherska bönhuset, Östersund
- 1964 Missionskyrkan, Härnösand
- 1965 Salemkyrkan, Eskilstuna
- 1965 Ansgariikyrkan, Jönköping
- 1965 Hammarby kapell, Ovansjö
- 1965 Borgenkyrkan, Tierp
- 1966 Torps kyrka[förtydliga]
- 1966 Lillhärdals kyrka
- 1966 Baptistkyrkan, Örbyhus
- 1967 Valla kyrka, Valla
- 1967 Fors skogskapell
- 1967 Bergsjö kyrka
- 1968 Dorotea kyrka
- 1968 Viksjö kyrka[förtydliga]
- 1968 Alby kyrka
- 1968 Missionskyrkan, Bjursås
- 1969 Härnösands domkyrka (står idag i Heliga Korsets kapell, Härnösand)
- 1969 Sköns kyrka
- 1969 Elimkyrkan, Örnsköldsvik (spelbordet flyttades 1980)
- ca 1970 Elimkyrkan, Kisa
- ca 1970 Begravningskapellet, Junsele
- 1970-talet Gudmundrå kyrka (kororgel)
- 1970 Borgsjö kyrka
- 1970 Harmångers kyrka
- 1970 Missionskyrkan, Hässleholm
- 1971 Sollefteå kyrka (kororgel)
- 1971 Junsele kyrka
- 1971 Västra Ny kyrka
- 1971 Ådalskyrkan, Kramfors
- 1972 Ängekyrkan
- 1972 Ådals-Lidens kyrka
- 1972 Sala missionskyrka
- 1973 Adolfsbergs kyrka[förtydliga]
- 1973 Fors kyrka[förtydliga]
- 1973 Gnarps kyrka
- 1973 Betelkyrkan, Östersund (står nu i Bötsle missionshus, Säbrå)
- 1974 Jättendals kyrka (kororgel)
- 1974 Älvros kyrka
- 1974 Tynderö kyrka (kororgel)
- 1974 Bräcke kyrka (kororgel)
- 1974 Gnarps kyrka (kororgel)
- 1974 Korskyrkan, Adolfsberg, Örebro
- 1974 Ekenbergskyrkan, Solna
- 1974 Missionskyrkan, Grycksbo
- 1975 Högsjö kyrka[förtydliga] (kororgel)
- 1975 Söråkers stiftsgård
- 1975 Fjällsjö kyrka (kororgel)
- 1975 Bydalens gravkapell, Skön
- 1975 Bosvedjans kyrka, Skön
- 1976 Näskotts kyrka
- 1976 Askersunds landskyrka (kororgel)
- 1977 Ytterlännäs kyrka[förtydliga] (kororgel)
- 1977 Hackås kyrka
- 1977 Mörsils kyrka
- 1978 Mattmars kyrka

### Övriga
- 1954 Nordingrå kyrka (ombyggnad och tillbyggnad av läktarorgeln)
- 1954 Säbrå kyrka (omdisponerade orgeln och installerade elektrisk traktur och registratur)
- 1955 Anundsjö kyrka (elektriskt spelbord)
- 1955 Bjärtrå kyrka (elektrifierade orgeln)
- 1955 Högsjö kyrka[förtydliga] (renovering av läktarorgeln)
- 1955 Frostvikens kyrka (omdisponering)
- 1957 Solbergs kyrka (omdisponering)
- 1957 Långsele kyrka (renovering och elektrifiering)
- 1958 Sköns kyrka (omdisponering)
- 1959 Arnäs kyrka (ombyggdes och tillbyggd)
- 1960 Föllinge kyrka (omdisponerad)
- 1961 Hede kyrka[förtydliga] (omdisponerad)
- 1961 Ytterlännäs kyrka[förtydliga] (omdisponering av läktarorgeln)
- 1962 Österunda kyrka (renovering och tillbyggnad)
- 1962 Alnö kyrka (omdisponering)
- 1964 Ovansjö kyrka (ombyggnad och tillbyggnad av läktarorgeln)
- 1968 Murbergskyrkan (renovering av läktarorgeln)
- 1969 Sundsjö kyrka (omdisponerad och renoverad)
- 1975 Bollnäs missionskyrka (renoverad)

### Osäker
- Varvskapellet, Timrå ((osäkert om de byggt denna orgel)